# 2. Volleyball-Bundesliga Pro 2025/26
Die Saison 2025/26 der 2. Volleyball-Bundesliga Pro ist die dritte Ausgabe dieses deutschen Wettbewerbs für Frauenmannschaften. Sie soll am 20. September 2025 beginnen.

## Mannschaften
In dieser Saison spielen folgende 15 Mannschaften in der 2. Bundesliga Pro:
- BBSC Berlin
- TV Dingolfing
- VC Olympia Dresden
- Eintracht Spontent
- ESA Grimma Volleys
- TV Hörde
- DSHS SnowTrex Köln
- Bayer Volleys Leverkusen
- Neuseenland-Volleys Markkleeberg
- VfL Oythe
- TV Planegg-Krailling
- Wildcats Stralsund
- NawaRo Straubing
- Rote Raben Vilsbiburg
- TV 05 Waldgirmes

Meister und Aufsteiger in die 1. Bundesliga war Skurios Volleys Borken. Außerdem stiegen Binder Blaubären TSV Flacht und ETV Hamburg auf. Absteiger aus der 1. Bundesliga gab es keine. Der SSC Freisen zog sich in die 2. Bundesliga Süd zurück. Aus der 2. Bundesliga kommen die Wildcats Stralsund, der TV Planegg-Krailling, der TV 05 Waldgirmes, die Neuseenland-Volleys Markkleeberg und der TV Hörde. Eintracht Spontent aus Düsseldorf übernimmt das Startrecht von den Allbau Volleys Essen. Ein Sonderspielrecht hat weiterhin der VCO Dresden.

## Ergebnisse
| Stand: 16. Mai 2025                                                     | BBSC | Ding | Dres | Düss | Grim | Hör | Köln | Lev | Mark | Oythe | Plan | Stral | Strau | Vils | Wald |
| ----------------------------------------------------------------------- | ---- | ---- | ---- | ---- | ---- | --- | ---- | --- | ---- | ----- | ---- | ----- | ----- | ---- | ---- |
| BBSC Berlin                                                             |      |      |      |      |      |     |      |     |      |       |      |       |       |      |      |
| TV Dingolfing                                                           |      |      |      |      |      |     |      |     |      |       |      |       |       |      |      |
| VCO Dresden                                                             |      |      |      |      |      |     |      |     |      |       |      |       |       |      |      |
| Eintracht Spontent                                                      |      |      |      |      |      |     |      |     |      |       |      |       |       |      |      |
| ESA Grimma Volleys                                                      |      |      |      |      |      |     |      |     |      |       |      |       |       |      |      |
| TV Hörde                                                                |      |      |      |      |      |     |      |     |      |       |      |       |       |      |      |
| DSHS SnowTrex Köln                                                      |      |      |      |      |      |     |      |     |      |       |      |       |       |      |      |
| Bayer Volleys Leverkusen                                                |      |      |      |      |      |     |      |     |      |       |      |       |       |      |      |
| Neuseenland-Volleys Markkleeberg                                        |      |      |      |      |      |     |      |     |      |       |      |       |       |      |      |
| VfL Oythe                                                               |      |      |      |      |      |     |      |     |      |       |      |       |       |      |      |
| TV Planegg-Krailling                                                    |      |      |      |      |      |     |      |     |      |       |      |       |       |      |      |
| Wildcats Stralsund                                                      |      |      |      |      |      |     |      |     |      |       |      |       |       |      |      |
| NawaRo Straubing                                                        |      |      |      |      |      |     |      |     |      |       |      |       |       |      |      |
| Rote Raben Vilsbiburg                                                   |      |      |      |      |      |     |      |     |      |       |      |       |       |      |      |
| TV Waldgirmes                                                           |      |      |      |      |      |     |      |     |      |       |      |       |       |      |      |
| Heimmannschaft in der linken Spalte, Gastmannschaft in der oberen Zeile |      |      |      |      |      |     |      |     |      |       |      |       |       |      |      |

## Tabelle
Ab der Saison 2013/14 gilt für den Spielbetrieb des DVV eine neue Punkteregel: Für einen 3:0- oder einen 3:1-Sieg gibt es drei Punkte, für einen 3:2-Sieg zwei Punkte, für eine 2:3-Niederlage einen Punkt und für eine 1:3- oder 0:3-Niederlage keinen Punkt. Bei Punktgleichheit entscheidet zunächst die Anzahl der gewonnenen Spiele, dann der Satzquotient (Divisionsverfahren) und schließlich der Ballpunktquotient (Divisionsverfahren).
|                     | Verein                               | Anz. Spiele | Punkte | Gew. Spiele | Sätze | Bälle |
| ------------------- | ------------------------------------ | ----------- | ------ | ----------- | ----- | ----- |
| 1.                  | Rote Raben Vilsbiburg                |             |        |             |       |       |
| 2.                  | Bayer Volleys Leverkusen             |             |        |             |       |       |
| 3.                  | DSHS SnowTrex Köln                   |             |        |             |       |       |
| 4.                  | NawaRo Straubing                     |             |        |             |       |       |
| 5.                  | VfL Oythe                            |             |        |             |       |       |
| 6.                  | ESA Grimma Volleys                   |             |        |             |       |       |
| 7.                  | TV Dingolfing                        |             |        |             |       |       |
| 8.                  | VCO Dresden (S)                      |             |        |             |       |       |
| 9.                  | BBSC Berlin                          |             |        |             |       |       |
| 10.                 | Eintracht Spontent                   |             |        |             |       |       |
| 11.                 | TV Planegg-Krailling (N)             |             |        |             |       |       |
| 12.                 | TV Waldgirmes (N)                    |             |        |             |       |       |
| 13.                 | Neuseenland-Volleys Markkleeberg (N) |             |        |             |       |       |
| 14.                 | Wildcats Stralsund (N)               |             |        |             |       |       |
| 15.                 | TV Hörde (N)                         |             |        |             |       |       |
| Stand: 16. Mai 2025 |                                      |             |        |             |       |       |

| (N) | Aufsteiger aus der 3. Liga |
| (S) | Sonderspielrecht           |